# Wiesendammbrücke

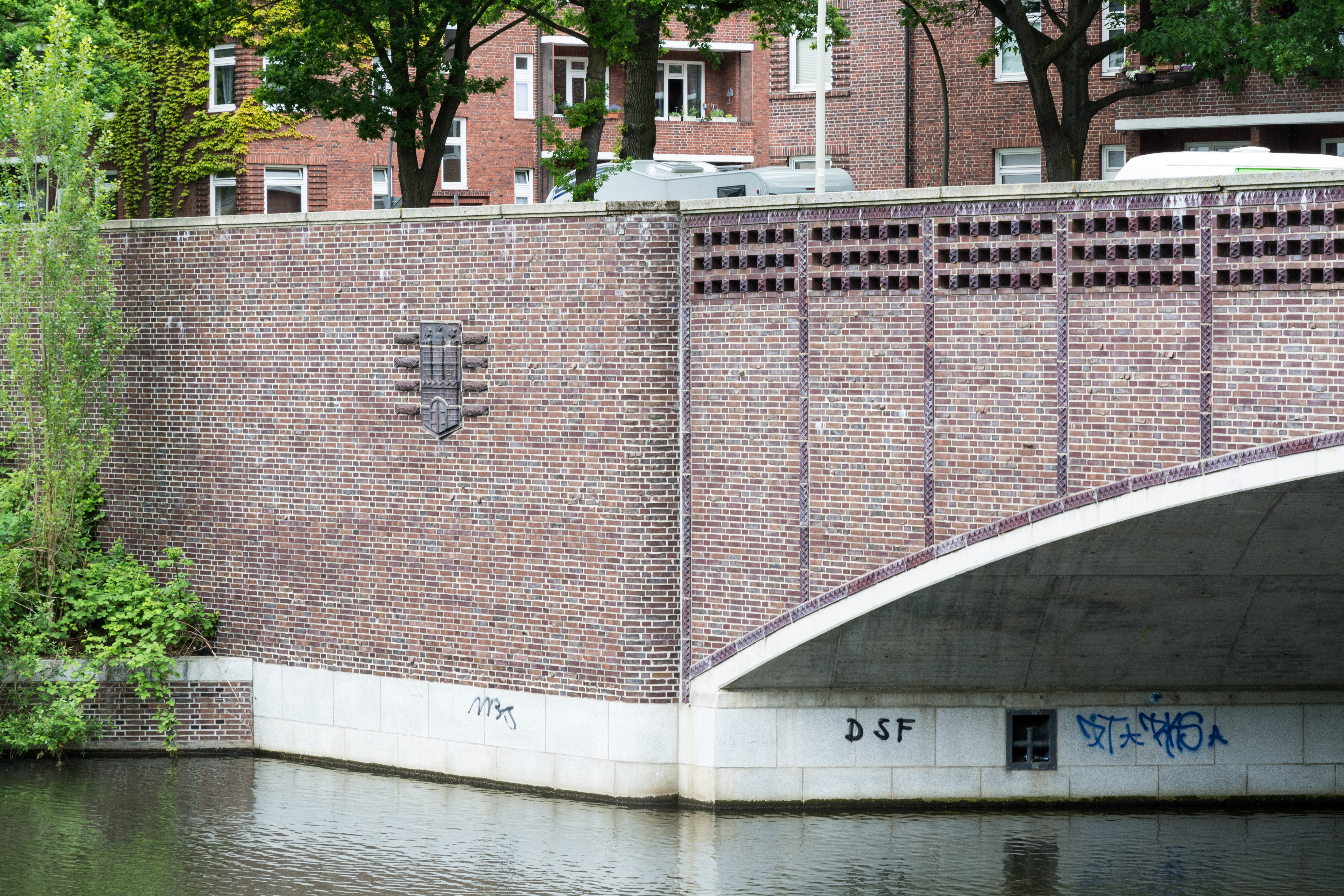
Pfeiler der Wiesendammbrücke mit Hamburger Wappen

Die Wiesendammbrücke ist eine Straßenbrücke in Hamburg-Winterhude, die südlich des Hamburger Stadtparks über den Goldbekkanal führt. Die Brücke ist nach der Winterhuder Straße Wiesendamm benannt. Dieser Begriff leitet sich seinerseits von der älteren Bezeichnung der Gegend „Achtern Wischen“ (= hinter den Wiesen) ab.
Die von 1926 bis 1927 unter dem Hamburger Oberbaudirektor Fritz Schumacher errichtete Bogenbrücke ist mit der Nummer 22108 in der Denkmalliste der Hamburger Kulturbehörde aufgeführt. Die Wiesendammbrücke ist 29,01 m lang. Sie trägt die Brückennummer 133 und die Bauwerksnummer 2426 099.

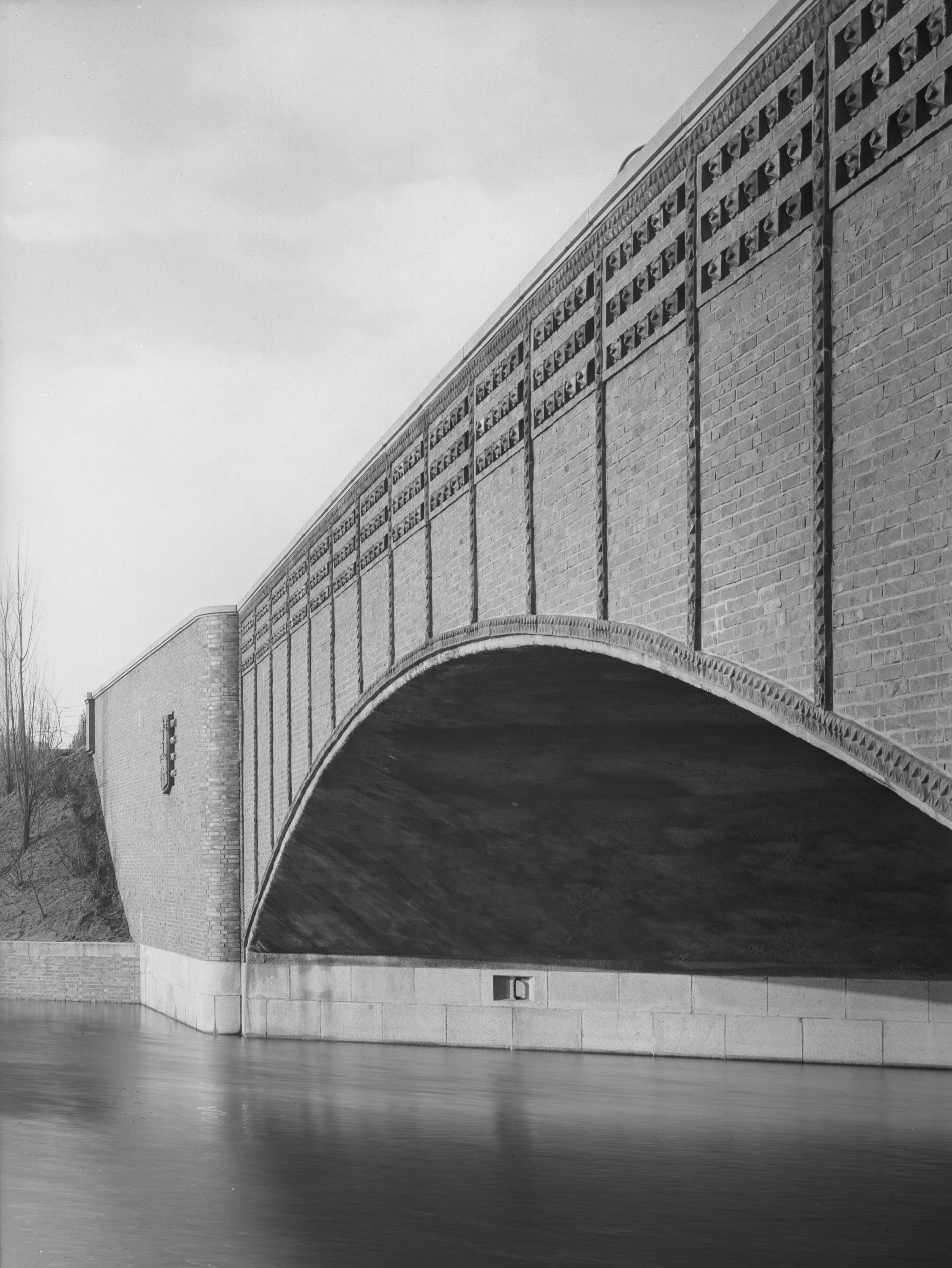
Wiesendammbrücke
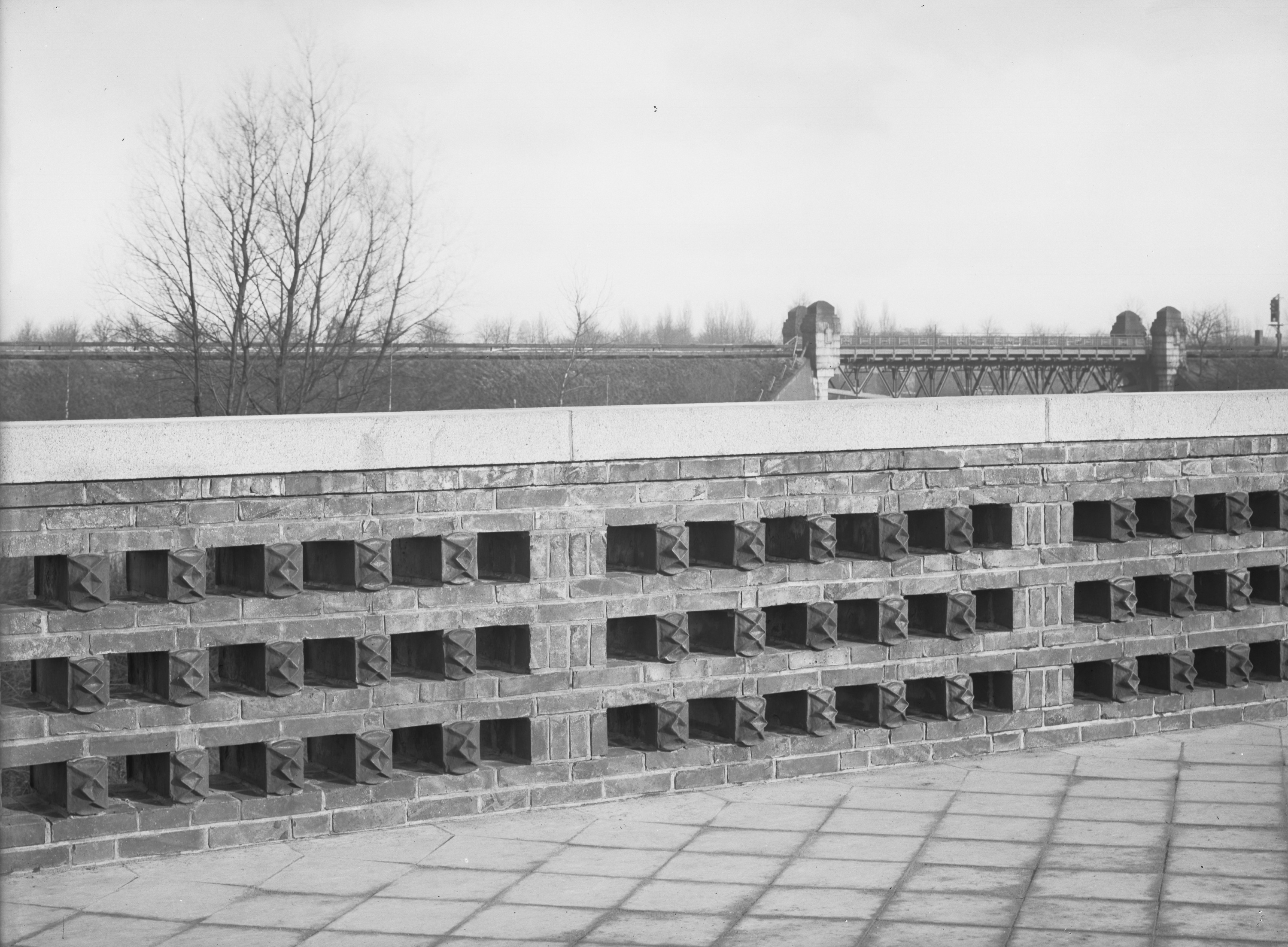
Kurz nach dem Bau
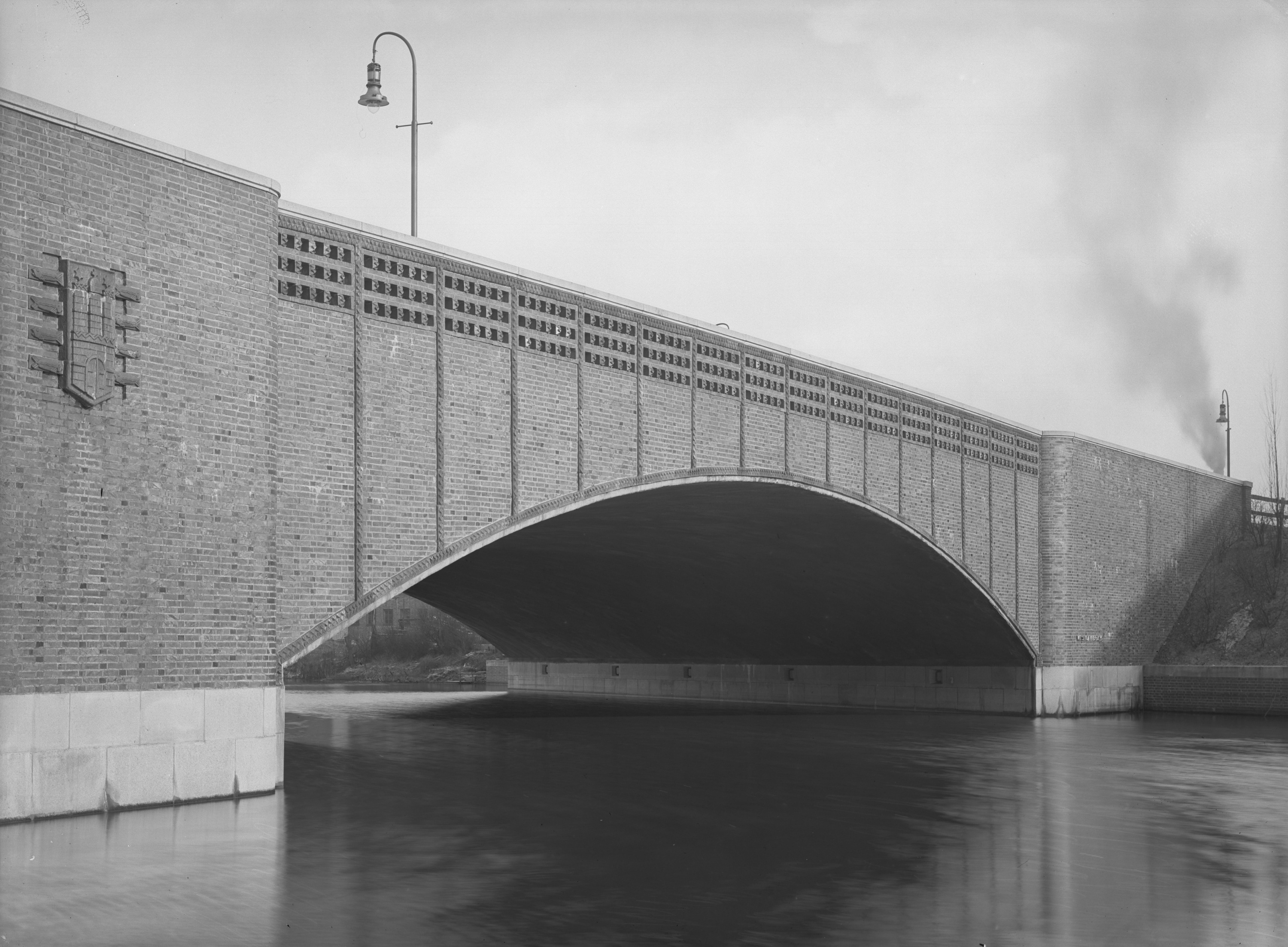
Um 1927

Die Wiesendammbrücke ist mit rotem Klinker verkleidet. Ihr Geländer und die Brückenpfeiler sind mit Klinker-Keramiken geschmückt. Die letzte Brückenprüfung erfolgte im Jahre 2013.